# Сергеј Новиков (биатлонац)
Сергеј Новиков (блр. Сяргей Новікаў; Чавуси 27. април 1979) је белоруски биатлонац, освајач олимпијске медаље у биатлону.
На Олимпијским играма такмичио се 2006, 2010. и 2014. Највећи успех постигао је на Олимпијским играма у Ванкуверу 2010. када је освојио сребрну медаљу у појединачној трци на 20 km.
На Светском првенству 2008. освојио је сребро са мешовитом штафетом.
На Европским првенствима освојио је пет медаља, две златне, једну сребрну и две бронзане.